# 그룹 불
그룹 불(Groupe Bull, Bull SAS, Bull Information Systems, Bull)은 파리 (프랑스) 서부 교외의 레 클레이즈-수-부아(Les Clayes-sous-Bois)에 본사를 둔 프랑스 컴퓨터 회사이다. 이 회사는 불 제너럴 일렉트릭, 하니웰 불, CII 하니웰 불, 불 HN으로도 여러 번 알려졌다. 불은 1931년 "H.W. Egli - Bull"이라는 사명으로 설립되었으며, 노르웨이 엔지니어 프레드릭 로징 불(Fredrik Rosing Bull, 1882-1925년)의 천공 카드 기술 특허를 활용한다. 1933년 조직 개편 후 새로운 소유자가 들어오면서 이름은 CMB(Compagnie des Machines Bull)로 변경되었다. 불은 전 세계 100개 이상의 국가에서 활동하고 있으며 특히 국방, 금융, 의료, 제조, 공공 및 통신 부문에서 활발히 활동하고 있다.